# Ernest de Pardubitz i Malowetz
Ernest de Pardubitz i Malowetz (en txec: Arnošt z Pardubic; 25 de març de 1297 – 30 de juny de 1364) va ser el primer arquebisbe de Praga. També va ser un conseller i diplomàtic de l'Emperador Carles IV.
Ernest heretà la ciutat de Pardubice el 1340. Esdevingué el primer bisbe de Praga el 14 de gener de 1343, sent promogut a ser el primer arquebisbe de Praga el 30 d'abril de 1344. Ordenà als monjos que contribuïssin a la recent creada Universitat Carolina, millorant per tant la qualitat de l'educació a la institució.